# Мітта-Мітта (річка)
Мітта Мітта — річка у Вікторії, Австралія, головна притока річки Муррей.
Над річкою розташовані 4 невеликих міста:
- Мітта-Мітта
- Ескдейл
- Дартмут
- Таллангата

На річці побудовано ГЕС Dartmouth.
| Річка | Це незавершена стаття про річку. Ви можете допомогти проєкту, виправивши або дописавши її. |